# Margaranthus solanaceus
Margaranthus solanaceus är en potatisväxtart som beskrevs av Schlecht. Margaranthus solanaceus ingår i släktet Margaranthus och familjen potatisväxter. Inga underarter finns listade i Catalogue of Life.